# Latentie
Latentie (Engels: latency of lag) is een vertraging in de dataoverdracht over een datacommunicatienetwerk. In elk digitaal netwerk is er sprake van vertraging. Er wordt onderscheid gemaakt tussen hoge en lage latentie. Een tool om latentie te meten is ping. De tijdsvertraging is afhankelijk van het onderliggend netwerk, de afstand tussen de zender en ontvanger en de netwerkbelasting. Als het netwerk goed is opgezet is deze vertraging onder normale omstandigheden niet merkbaar en stabiel, mogelijk afhankelijk van de toepassing.
Komt het echter voor dat er door een fluctuering in de doorstroming het netwerk een grotere, merkbare, vertraging optreedt dan is er sprake van lag of jitter. Lags kunnen voorkomen bij chatten, computerspellen of videoconferentie. Lag komt ook vaak voor door overbelasting als er meerdere downloads tegelijk gebeuren, of bij een lokaal Wi-Fi probleem.
Lags worden in computerspellen vaak als zeer vervelend ervaren doordat het lijkt alsof de klok enkele (soms cruciale) seconden overslaat en de speler hierdoor in het nadeel komt. In chatrooms kan dit leiden tot het verschijnen van een grote hoeveelheid berichten in één keer.
Bij audiotoepassingen spreekt men van jitter. In de financiële wereld gebruikt men glasvezelnetwerken voor flash trading. De term latentie wordt ook in de medische wereld gebruikt om de tijdsvertraging uit te drukken tussen bijvoorbeeld besmetting en ziekte.
Satellietverbindingen hebben een heel grote latentie doordat geostationaire satellieten op een hoogte van 42 000 km staan. Zelfs met de lichtsnelheid is dit een grote afstand, 10 keer de lengte van een onderzeese glasvezel. Asynchrone verbindingen zoals e-mail hebben geen nadeel van latentie.